# 丹尼爾·布恩
丹尼爾·布恩（英語：Daniel Boone，1734年11月2日—1820年9月26日），生於賓夕法尼亞州伯克縣，著名拓荒者與探險家。他的探險事蹟使他成為美國的民間英雄，其最著名的事蹟，是在1775年，成功通過了坎伯蘭峽，開拓了「荒野之路」，使得現在被稱為肯塔基州的地區被納入美利堅合眾國。
紐約洋基隊總教練亞倫·布恩是丹尼爾的後代。

## 生平
在美國獨立戰爭期間，丹尼爾·布恩是一名軍官。